# يان ميرتنز
يان ميرتنز هو نقابي وسياسي هولندي، ولد في 14 يوليو 1916، وتوفي في 2 أغسطس 2000. نشط حزبياً في الحزب الكاثوليكي الشعبي.